# Short Empire

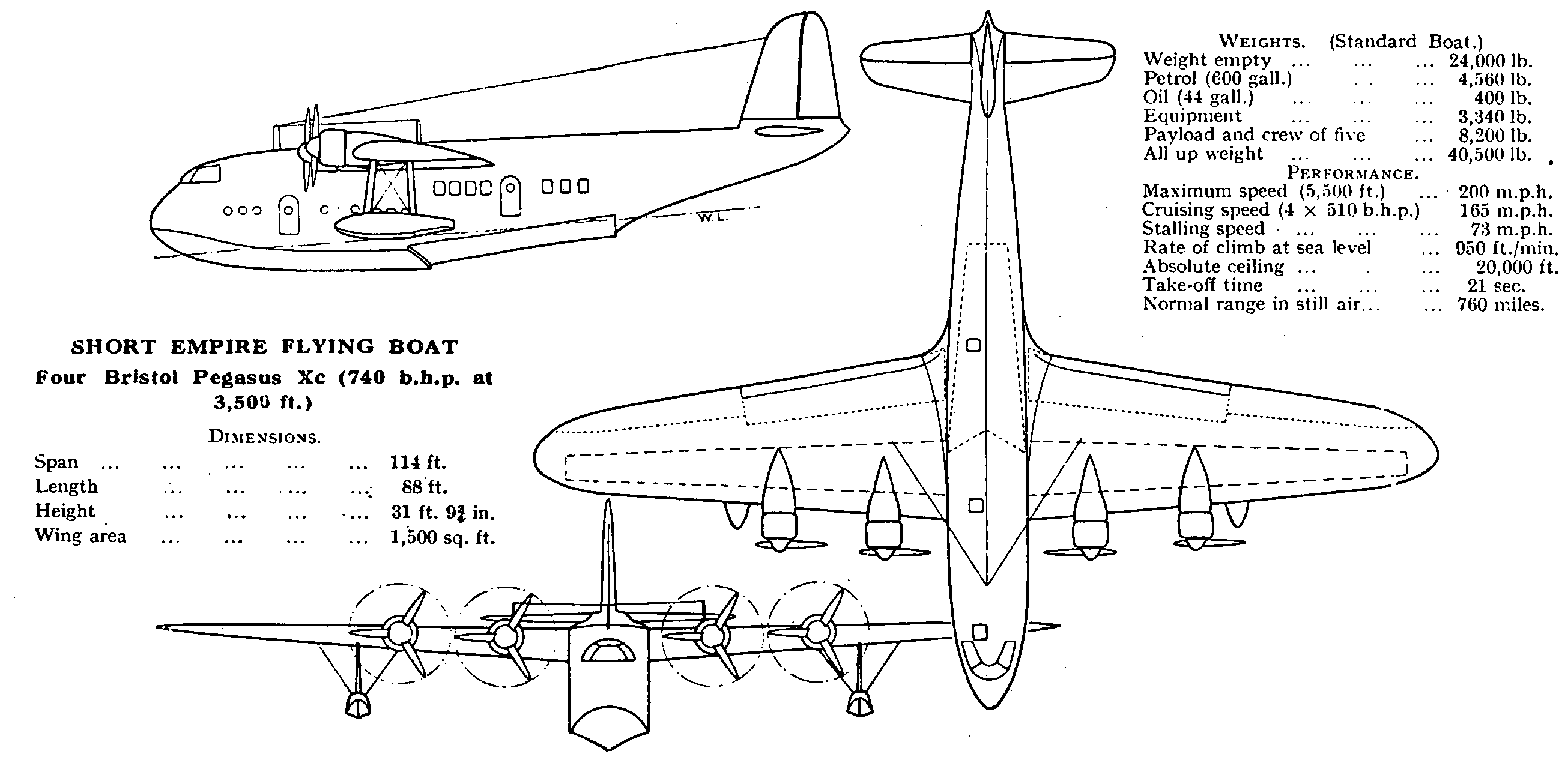
Схематичне зображення летючого човна «Емпайр»

Шорт Емпа́йр (англ. Short Empire) — британський чотиримоторний летючий човен-моноплан середньої дальності, розроблений і виготовлений Short Brothers у 1930-х роках для задоволення вимог зростаючого сектору комерційних авіаліній, з особливим наголосом на корисності моноплана на основних маршрутах, які обслуговували США, Велику Британію тощо. Розробка та виробництво здійснювалися паралельно з морським патрульним літаком-бомбардувальником Short Sunderland, який активно діяв за часів Другої світової війни. Подальшою похідною, яку згодом розробили, став Short Mayo Composite.
На розробку Short Empire сильно вплинув його основний замовник, Imperial Airways, який спочатку розробив вимоги, у відповідності до яких він спочатку був замовлений і розроблений. Imperial Airways та її наступник British Overseas Airways Corporation (BOAC) разом з Qantas і TEAL експлуатували цей тип літака у комерційних цілях. Після введення в експлуатацію «Емпайр» регулярно здійснював рейси між Британськими островами та Австралією та різними британськими колоніями в Африці та Азії, зазвичай перевозячи набір пасажирських і поштових вантажів. «Емпайр» також використовувалися на інших маршрутах, наприклад, на рейсах між Бермудськими островами та Нью-Йорком.
Під час Другої світової війни летючий човен виконував завдання в інтересах збройних сил Британської імперії. Королівські ПС (RAF), Королівські ПС Австралії (RAAF), Королівські ПС Нової Зеландії (RNZAF) і незначний час Королівські ПС Канади (RCAF) використовували цей тип літака для проведення різноманітних військових операцій, зокрема як повітряну платформу для протичовнового патрулювання та виконання загальних транспортних завдань.

## Модифікації

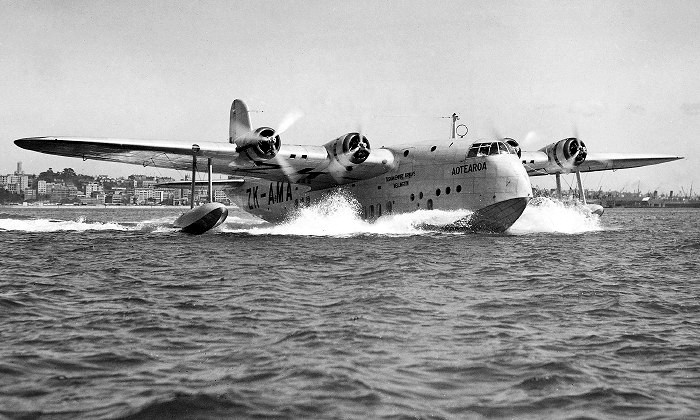
Летючий човен «Емпайр» на воді в Окленді, Нова Зеландія

- S.23 Mk I — перший серійний варіант з 4-ма двигунами Bristol Pegasus Xc (27 од.)
- S.23 Mk II Bermuda — варіант з незначними змінами (2 од.)
- S.23 Mk III Atlantic — варіант з незначними змінами (2 од.)
- S.23M — модернізовані літаки S.23 Mk I з радаром ASV, двома кулеметними турелями Boulton Paul Aircraft і глибинними бомбами (2 од.)
- S.30 Mk I — варіант з 4-ма двигунами Bristol Perseus XIIc (1 од.)
- S.30 Mk I (Cathay) — варіант з 4-ма 920-сильними двигунами Bristol Pegasus Xc (1 од.)
- S.30 Mk II New Zealand — варіант з 4-ма 890-сильними двигунами Bristol Perseus XIIc (1 од.)
- S.30 Mk III Atlantic — варіант з 4-ма 890-сильними двигунами Bristol Perseus XIIc (4 од.)
- S.30 Mk IV New Zealand — варіант з 4-ма 890-сильними двигунами Bristol Perseus XIIc (2 од.)
- S.30 M — варіант з S.30 Mk III Atlantic, переобладнаний у протичовновий патрульний літак (2 од.)
- S.33 — варіант з 4-ма 920-сильними двигунами Bristol Perseus Xc (2 од. + 1 недобуд.)

## Однотипні літаки за епохою, призначенням та конфігурацією
| - Hopfner HA-11/33 - Short S.26 - Short Sarafand - Short Sunderland - Blohm & Voss Ha 139 - Dornier Do 24 - Dornier Do R | - CANT Z.501 Gabbiano - CANT Z.509 - Savoia-Marchetti S.66 - МК-1 (літак) - Sikorsky S-42 - Boeing 314 Clipper - Martin M-130 | - Potez-CAMS 141 - Latécoère 521 - Latécoère 611 - Lioré et Olivier LeO H-246 - Hiro H4H - Kawanishi H6K |